# كيت غوردون (كاتبة)
كيت غوردون (بالإنجليزية: Kate Gordon)‏ هي كاتبة للأطفال وكاتِبة أسترالية، ولدت في 1982 في تاسمانيا في أستراليا.